# James Sharples
Pour les articles homonymes, voir Sharples.

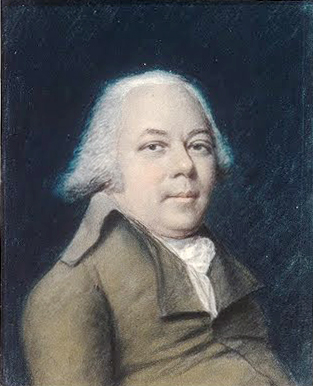
Pastel de Moreau de Saint-Méry.

James Sharples, né à Lancashire en 1751 ou 1752, mort le 26 février 1811, est un peintre portraitiste anglais.
Il émigra aux États-Unis en 1793. Ses peintures ont représenté George Washington, Thomas Jefferson, Hester Thrale et Joseph Priestley.
Il est le mari de la peintre Ellen Sharples.